# Pleopeltis repanda
Pleopeltis repanda är en stensöteväxtart som beskrevs av Alan Reid Smith. Pleopeltis repanda ingår i släktet Pleopeltis och familjen Polypodiaceae. Inga underarter finns listade.